# إريك ريموند
إريك ستيفن ريموند (بالإنجليزية: Eric Steven Raymond) غالباً ما يشار إليه بـ ESR هو مبرمج كمبيوتر وكاتب ومدافع عن البرمجيات مفتوحة المصدر. من أشهر كتاباته الكاتدرائية والبازار.

## روابط خارجية
- إريك ريموند على موقع IMDb (الإنجليزية)
- إريك ريموند على موقع الموسوعة البريطانية (الإنجليزية)
- إريك ريموند على موقع أول موفي (الإنجليزية)
- إريك ريموند على موقع إن إن دي بي (الإنجليزية)
- إريك ريموند على موقع قاعدة بيانات الفيلم (الإنجليزية)
- إريك ريموند على موقع كينوبويسك (الروسية)